# Bjørkedal

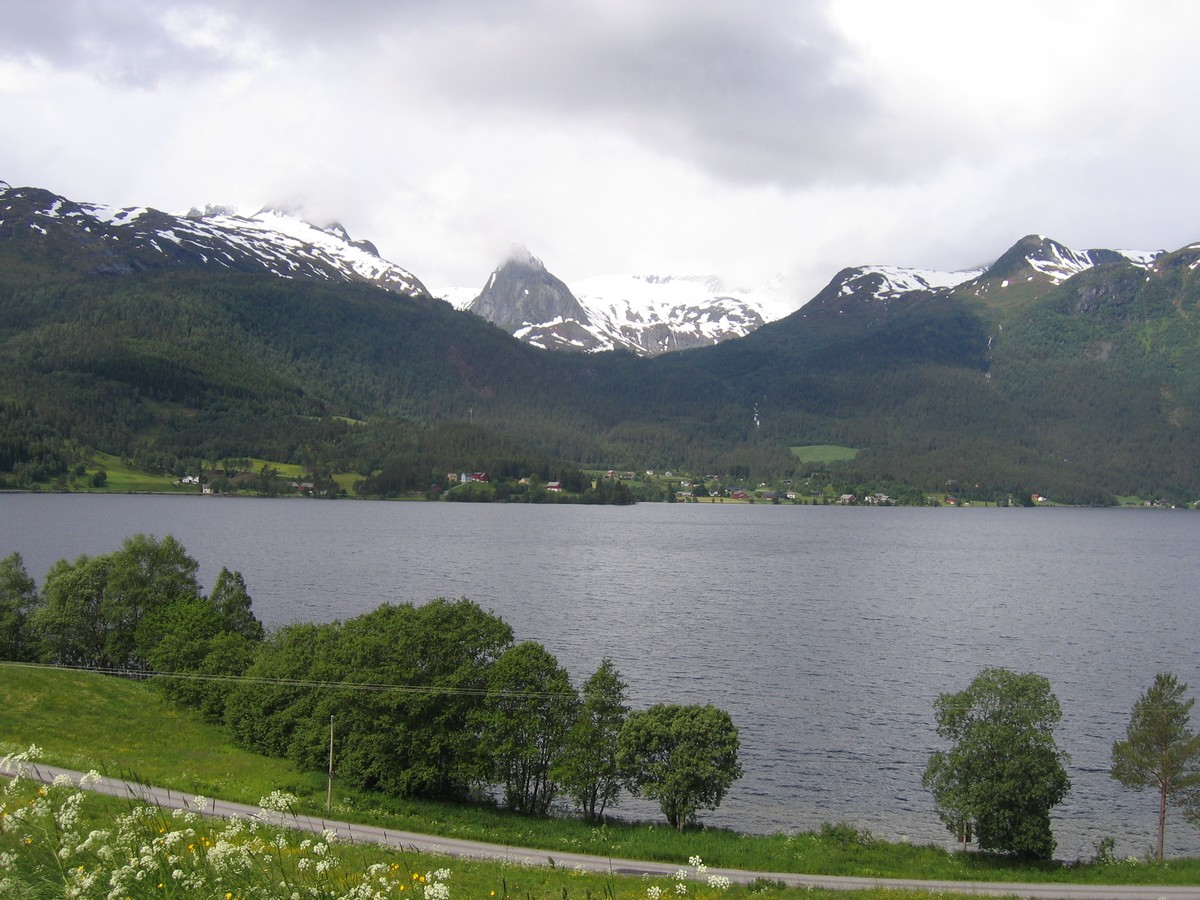
Bjørkedal mit dem Fjell Lissetoren im Hintergrund

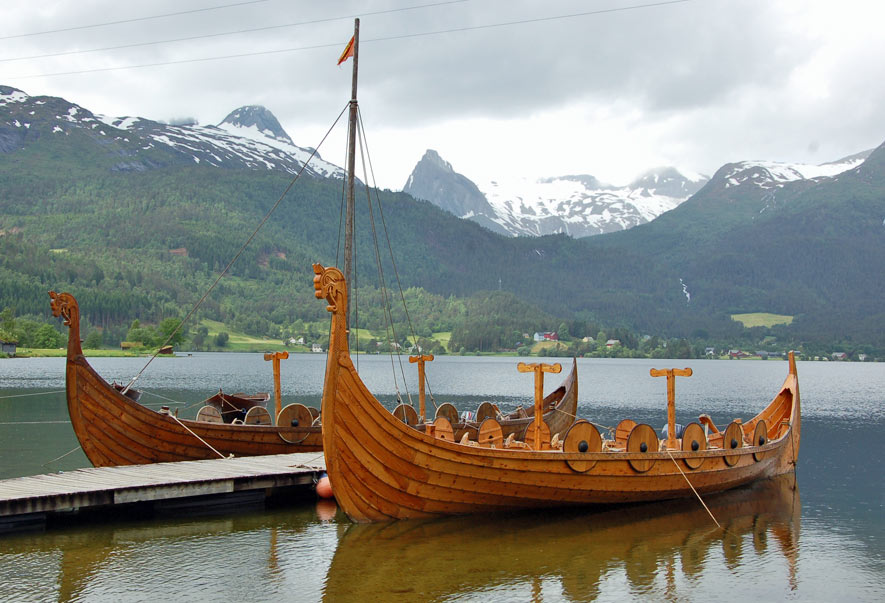
Die Wikingerboote Ask und Birk (im Vordergrund) Vor einer Bootsbauwerkstatt in Bjørkedalen

Bjørkedal ist eine Ortschaft in der westnorwegischen Gemeinde Volda im Fylke Møre og Romsdal. Die Ortschaft liegt an der Europastraße 39 zwischen Nordfjordeid und Volda am See Bjørkedalsvatnet. Nicht weit südlich von Bjørkedal liegt die Grenze von Møre og Romsdal zur Provinz Vestland. Bis Ende 2019 war dies die Grenze zur nun aufgelösten Provinz Sogn og Fjordane.

## Schiffsbau
Bekannt ist Bjørkedal durch seine lange Tradition als Bootsbaugemeinde. Besonders durch den Bau von traditionellen Holzbooten vom Typ Sunnmørsbåt, aber auch durch den Nachbau von Wikingerschiffen wie dem Osebergschiff (Dronningen), dem Gokstadschiff (Gaia), dem Borgundknarren, dem Kvalsund-Boot und der Saga Siglar, einer Rekonstruktion der Skuldelev I wurde Bjørkedal bekannt.